# システム望遠鏡
システム望遠鏡（システムぼうえんきょう）とは、アマチュア用望遠鏡の各部を共通規格で分割可能とした望遠鏡である。
ユーザーは架台に様々な鏡筒、プレート、三脚、ピラー、カメラ等のパーツを自由に組み合わせて使うことができる。中心となる架台は赤道儀であることが多いが、メーカーによっては経緯台もシステムに組み入れている。

## 高橋製作所
高橋製作所の赤道儀は1977年から順次システム化された。小型赤道儀と中型赤道儀は35mm間隔のM8ボルト2本で鏡筒バンドを取り付ける形式、バランスウェイトシャフトも直径φ18mmで互換性がある。システム160mm赤道儀など大型機では4本ボルトでありバランスウェイトはねじ込み。旧来の製品も呼称はそのままにシステム化され、ユーザーが所有している製品についても一時システム化の改造を受け付けた。

## 五藤光学研究所
マークXが初期のシステム赤道儀の一つ。鏡筒バンドだけでなく、赤緯軸を赤経軸に取り付ける箇所、赤経軸を三脚架台に取り付ける箇所まで共通であり、M5×16mmのステンレスキャップボルト4本をナット座ピッチ直径86mmで使用して固定する。

## ミザール
現在の株式会社ミザールテックの前身である株式会社ミザール、更にその前身である日野金属産業株式会社の発売したシステム望遠鏡は以下の機種がある。
・AR-1型システム赤道儀・SP型システム赤道儀シリーズ（1978年発売）
ARとはオール・ラウンド、SPはスカイ・パトロールの略である。初期のAR赤道儀は、振動対策にエネルギーダンパーを用いることによる「急速減衰方式」を採用している。AR-1・SP型ともに1982年にモデルチェンジしている。なお、株式会社ビクセンが1984年に発売したSP赤道儀はスーパー・ポラリスの略であり、ミザールのSP赤道儀とは異なるものである。
・RV-85型システム赤道儀/Xシリーズ（1985年発売）
RVとはレボリューションの略である。AR-1赤道儀シリーズを完全に生産終了し、それに代わる機種として発売された。オプションとして用意されていたコントローラー「CC-01」は、付属のエンコーダーとの併用で天体の自動・手動導入ができた。バランスウェイトシャフト径は高橋製作所と互換のΦ18㎜だった。
・EX型システム赤道儀シリーズ（1990年発売）
EX赤道儀は、日野金属産業株式会社が株式会社ミザールになって初の新赤道儀である。初期の塗装色はグリーンだったが、すぐにライトグリーンに変更され、高橋製作所のEM-10型赤道儀に似た外観となった。
・New AR/SPDX型赤道儀
モデルチェンジ後のAR-1型赤道儀をベースに赤緯体側を全周微動に改良した形で、1990年代中期から販売が開始された赤道儀。New AR型とSPDX型は名前が異なるだけで本体は同じものであるが、New ARには極軸調整用の方位微動装置が付く（伝統的にAR赤道儀には方位微動がありSP赤道儀にはそれが無い。ただし初代AR赤道儀には方位微動はない）。なお、ビクセンのSP-DX赤道儀とは異なるものである（ミザールはハイフン無し、ビクセンはハイフン有り）。
・K型経緯台シリーズ（1983年発売）
上下左右全周微動を採用し、おもに屈折望遠鏡の搭載を想定した小型システム経緯台である。

## ビクセン
ビクセンのポラリス赤道儀/カスタム経緯台が初期のシステム望遠鏡の一つであり、ポラリスは後ニューポラリス、スーパーポラリス、GPシリーズへと進化した。

## ケンコー
ケンコーはKES赤道儀/KDS経緯台が共通規格を使用しシステム化されたのが最初である。

## トミーテック
トミーテックはボーグシリーズがシステム望遠鏡である。